# Tour du Pays basque 2000
La 40e édition du Tour du Pays basque a eu lieu du 3 au 7 avril 2000. La victoire finale est revenue à l'Allemand Andreas Klöden qui a pris la tête à l'issue du contre-la-montre final.

## Présentation

### Equipes
| Groupes sportifs I (15)- ONCE-Deutsche Bank - Mapei-Quick Step - Rabobank - Deutsche Telekom - Mercatone Uno-Albacom - Saeco-Valli & Valli - Banesto - Lotto-Adecco - Vini Caldirola-Sidermec - US Postal Service - Vitalicio Seguros-Grupo Generali - Festina - Lampre-Daikin - Liquigas-Pata - Kelme-Costa Blanca Groupes sportifs II (4)- Euskaltel-Euskadi - Colchon Relax - Fuenlabrada - Costa de Almería - Cantina Tollo-Regain |
| |

## Les étapes
| Étape      | Date   | Villes étapes                           | type                        | Distance (km) | Vainqueur d'étape | Leader du classement général |
| ---------- | ------ | --------------------------------------- | --------------------------- | ------------- | ----------------- | ---------------------------- |
| 1re étape  | 3 avr. | Oñati – Oñati                           | étape de plaine             | 130           | Massimo Codol     | Massimo Codol                |
| 2e étape   | 4 avr. | Oñati – Trapagaran                      | étape vallonnée             | 190           | Danilo Di Luca    | Danilo Di Luca               |
| 3e étape   | 5 avr. | Trapagaran – Vitoria-Gasteiz            | étape de plaine             | 190           | Stefano Zanini    | Danilo Di Luca               |
| 4e étape   | 6 avr. | Vitoria-Gasteiz – Doneztebe-Santesteban | étape vallonnée             | 199           | Laurent Jalabert  | Danilo Di Luca               |
| 5e a étape | 7 avr. | Doneztebe-Santesteban – Azkoitia        | étape vallonnée             | 105           | Gabriele Colombo  | Danilo Di Luca               |
| 5e b étape | 7 avr. | Azkoitia – Madariaga                    | contre-la-montre individuel | 8,5           | Andreas Klöden    | Andreas Klöden               |

## Déroulement de la course

### 1reétape
| \| Classement de l'étape \| Classement de l'étape \| Classement de l'étape \| Classement de l'étape \| Classement de l'étape \| \| Coureur \| Coureur \| Pays \| Équipe \| Temps \| \| --------------------- \| ---------------------- \| --------------------- \| --------------------- \| --------------------- \| \| 1er \| Massimo Codol \| Italie \| Lampre-Daikin \| 3 h 28 min 03 s \| \| 2e \| Stefano Garzelli \| Italie \| Mercatone Uno-Albacom \| + 8 s \| \| 3e \| Beat Zberg \| Suisse \| Rabobank \| + 8 s \| \| 4e \| Niki Aebersold \| Suisse \| Rabobank \| + 8 s \| \| 5e \| Danilo Di Luca \| Italie \| Cantina Tollo-Regain \| + 8 s \| \| 6e \| Stefano Zanini \| Italie \| Mapei-Quick Step \| + 8 s \| \| 7e \| Udo Bölts \| Allemagne \| Deutsche Telekom \| + 8 s \| \| 8e \| Alessandro Spezialetti \| Italie \| Liquigas-Pata \| + 8 s \| \| 9e \| Laurent Jalabert \| France \| ONCE-Deutsche Bank \| + 8 s \| \| 10e \| Davide Rebellin \| Italie \| Liquigas-Pata \| + 8 s \| |                        |           |                       |                 |
| |                        |           |                       |                 |
| |                        |           |                       |                 |
| Classement de l'étape |                        |           |                       |                 |
| Coureur | Coureur                | Pays      | Équipe                | Temps           |
| 1er | Massimo Codol          | Italie    | Lampre-Daikin         | 3 h 28 min 03 s |
| 2e | Stefano Garzelli       | Italie    | Mercatone Uno-Albacom | + 8 s           |
| 3e | Beat Zberg             | Suisse    | Rabobank              | + 8 s           |
| 4e | Niki Aebersold         | Suisse    | Rabobank              | + 8 s           |
| 5e | Danilo Di Luca         | Italie    | Cantina Tollo-Regain  | + 8 s           |
| 6e | Stefano Zanini         | Italie    | Mapei-Quick Step      | + 8 s           |
| 7e | Udo Bölts              | Allemagne | Deutsche Telekom      | + 8 s           |
| 8e | Alessandro Spezialetti | Italie    | Liquigas-Pata         | + 8 s           |
| 9e | Laurent Jalabert       | France    | ONCE-Deutsche Bank    | + 8 s           |
| 10e | Davide Rebellin        | Italie    | Liquigas-Pata         | + 8 s           |

| \| Classement général \| Classement général \| Classement général \| Classement général \| Classement général \| \| Coureur \| Coureur \| Pays \| Équipe \| Temps \| \| ------------------ \| ---------------------- \| ------------------ \| --------------------- \| ------------------ \| \| 1er \| Massimo Codol \| Italie \| Lampre-Daikin \| 3 h 28 min 03 s \| \| 2e \| Stefano Garzelli \| Italie \| Mercatone Uno-Albacom \| + 8 s \| \| 3e \| Beat Zberg \| Suisse \| Rabobank \| + 8 s \| \| 4e \| Niki Aebersold \| Suisse \| Rabobank \| + 8 s \| \| 5e \| Danilo Di Luca \| Italie \| Cantina Tollo-Regain \| + 8 s \| \| 6e \| Stefano Zanini \| Italie \| Mapei-Quick Step \| + 8 s \| \| 7e \| Udo Bölts \| Allemagne \| Deutsche Telekom \| + 8 s \| \| 8e \| Alessandro Spezialetti \| Italie \| Liquigas-Pata \| + 8 s \| \| 9e \| Laurent Jalabert \| France \| ONCE-Deutsche Bank \| + 8 s \| \| 10e \| Davide Rebellin \| Italie \| Liquigas-Pata \| + 8 s \| |                        |           |                       |                 |
| |                        |           |                       |                 |
| |                        |           |                       |                 |
| Classement général |                        |           |                       |                 |
| Coureur | Coureur                | Pays      | Équipe                | Temps           |
| 1er | Massimo Codol          | Italie    | Lampre-Daikin         | 3 h 28 min 03 s |
| 2e | Stefano Garzelli       | Italie    | Mercatone Uno-Albacom | + 8 s           |
| 3e | Beat Zberg             | Suisse    | Rabobank              | + 8 s           |
| 4e | Niki Aebersold         | Suisse    | Rabobank              | + 8 s           |
| 5e | Danilo Di Luca         | Italie    | Cantina Tollo-Regain  | + 8 s           |
| 6e | Stefano Zanini         | Italie    | Mapei-Quick Step      | + 8 s           |
| 7e | Udo Bölts              | Allemagne | Deutsche Telekom      | + 8 s           |
| 8e | Alessandro Spezialetti | Italie    | Liquigas-Pata         | + 8 s           |
| 9e | Laurent Jalabert       | France    | ONCE-Deutsche Bank    | + 8 s           |
| 10e | Davide Rebellin        | Italie    | Liquigas-Pata         | + 8 s           |

### 2eétape
| \| Classement de l'étape \| Classement de l'étape \| Classement de l'étape \| Classement de l'étape \| Classement de l'étape \| \| Coureur \| Coureur \| Pays \| Équipe \| Temps \| \| --------------------- \| --------------------- \| --------------------- \| --------------------- \| --------------------- \| \| 1er \| Danilo Di Luca \| Italie \| Cantina Tollo-Regain \| 5 h 13 min 16 s \| \| 2e \| Aitor Osa \| Espagne \| Banesto \| + 5 s \| \| 3e \| Davide Rebellin \| Italie \| Liquigas-Pata \| + 5 s \| \| 4e \| Laurent Jalabert \| France \| ONCE-Deutsche Bank \| + 10 s \| \| 5e \| Michael Boogerd \| Pays-Bas \| Rabobank \| + 10 s \| \| 6e \| Bingen Fernández \| Espagne \| Euskaltel-Euskadi \| + 10 s \| \| 7e \| Massimo Codol \| Italie \| Lampre-Daikin \| + 10 s \| \| 8e \| Giuseppe Di Grande \| Italie \| Festina \| + 10 s \| \| 9e \| Andreas Klöden \| Allemagne \| Deutsche Telekom \| + 10 s \| \| 10e \| Alexandre Vinokourov \| Kazakhstan \| Deutsche Telekom \| + 15 s \| |                      |            |                      |                 |
| |                      |            |                      |                 |
| |                      |            |                      |                 |
| Classement de l'étape |                      |            |                      |                 |
| Coureur | Coureur              | Pays       | Équipe               | Temps           |
| 1er | Danilo Di Luca       | Italie     | Cantina Tollo-Regain | 5 h 13 min 16 s |
| 2e | Aitor Osa            | Espagne    | Banesto              | + 5 s           |
| 3e | Davide Rebellin      | Italie     | Liquigas-Pata        | + 5 s           |
| 4e | Laurent Jalabert     | France     | ONCE-Deutsche Bank   | + 10 s          |
| 5e | Michael Boogerd      | Pays-Bas   | Rabobank             | + 10 s          |
| 6e | Bingen Fernández     | Espagne    | Euskaltel-Euskadi    | + 10 s          |
| 7e | Massimo Codol        | Italie     | Lampre-Daikin        | + 10 s          |
| 8e | Giuseppe Di Grande   | Italie     | Festina              | + 10 s          |
| 9e | Andreas Klöden       | Allemagne  | Deutsche Telekom     | + 10 s          |
| 10e | Alexandre Vinokourov | Kazakhstan | Deutsche Telekom     | + 15 s          |

| \| Classement général \| Classement général \| Classement général \| Classement général \| Classement général \| \| Coureur \| Coureur \| Pays \| Équipe \| Temps \| \| ------------------ \| ------------------ \| ------------------ \| -------------------- \| ------------------ \| \| 1er \| Danilo Di Luca \| Italie \| Cantina Tollo-Regain \| 8 h 41 min 24 s \| \| 2e \| Massimo Codol \| Italie \| Lampre-Daikin \| + 5 s \| \| 3e \| Davide Rebellin \| Italie \| Liquigas-Pata \| + 5 s \| \| 4e \| Aitor Osa \| Espagne \| Banesto \| + 5 s \| \| 5e \| Laurent Jalabert \| France \| ONCE-Deutsche Bank \| + 10 s \| \| 6e \| Andreas Klöden \| Allemagne \| Deutsche Telekom \| + 10 s \| \| 7e \| Bingen Fernández \| Espagne \| Euskaltel-Euskadi \| + 10 s \| \| 8e \| Giuseppe Di Grande \| Italie \| Festina \| + 10 s \| \| 9e \| Michael Boogerd \| Pays-Bas \| Rabobank \| + 10 s \| \| 10e \| Oscar Camenzind \| Suisse \| Lampre-Daikin \| + 15 s \| |                    |           |                      |                 |
| |                    |           |                      |                 |
| |                    |           |                      |                 |
| Classement général |                    |           |                      |                 |
| Coureur | Coureur            | Pays      | Équipe               | Temps           |
| 1er | Danilo Di Luca     | Italie    | Cantina Tollo-Regain | 8 h 41 min 24 s |
| 2e | Massimo Codol      | Italie    | Lampre-Daikin        | + 5 s           |
| 3e | Davide Rebellin    | Italie    | Liquigas-Pata        | + 5 s           |
| 4e | Aitor Osa          | Espagne   | Banesto              | + 5 s           |
| 5e | Laurent Jalabert   | France    | ONCE-Deutsche Bank   | + 10 s          |
| 6e | Andreas Klöden     | Allemagne | Deutsche Telekom     | + 10 s          |
| 7e | Bingen Fernández   | Espagne   | Euskaltel-Euskadi    | + 10 s          |
| 8e | Giuseppe Di Grande | Italie    | Festina              | + 10 s          |
| 9e | Michael Boogerd    | Pays-Bas  | Rabobank             | + 10 s          |
| 10e | Oscar Camenzind    | Suisse    | Lampre-Daikin        | + 15 s          |

### 3eétape
| \| Classement de l'étape \| Classement de l'étape \| Classement de l'étape \| Classement de l'étape \| Classement de l'étape \| \| Coureur \| Coureur \| Pays \| Équipe \| Temps \| \| --------------------- \| --------------------- \| --------------------- \| --------------------- \| --------------------- \| \| 1er \| Stefano Zanini \| Italie \| Mapei-Quick Step \| 5 h 19 min 23 s \| \| 2e \| Ángel Vicioso \| Espagne \| Kelme-Costa Blanca \| + 0 s \| \| 3e \| Udo Bölts \| Allemagne \| Deutsche Telekom \| + 0 s \| \| 4e \| David Etxebarria \| Espagne \| ONCE-Deutsche Bank \| + 0 s \| \| 5e \| Beat Zberg \| Suisse \| Rabobank \| + 0 s \| \| 6e \| Davide Rebellin \| Italie \| Liquigas-Pata \| + 0 s \| \| 7e \| Igor Flores \| Espagne \| Euskaltel-Euskadi \| + 0 s \| \| 8e \| Stefano Garzelli \| Italie \| Mercatone Uno-Albacom \| + 0 s \| \| 9e \| Armin Meier \| Suisse \| Saeco-Valli & Valli \| + 0 s \| \| 10e \| Mikel Zarrabeitia \| Espagne \| ONCE-Deutsche Bank \| + 0 s \| |                   |           |                       |                 |
| |                   |           |                       |                 |
| |                   |           |                       |                 |
| Classement de l'étape |                   |           |                       |                 |
| Coureur | Coureur           | Pays      | Équipe                | Temps           |
| 1er | Stefano Zanini    | Italie    | Mapei-Quick Step      | 5 h 19 min 23 s |
| 2e | Ángel Vicioso     | Espagne   | Kelme-Costa Blanca    | + 0 s           |
| 3e | Udo Bölts         | Allemagne | Deutsche Telekom      | + 0 s           |
| 4e | David Etxebarria  | Espagne   | ONCE-Deutsche Bank    | + 0 s           |
| 5e | Beat Zberg        | Suisse    | Rabobank              | + 0 s           |
| 6e | Davide Rebellin   | Italie    | Liquigas-Pata         | + 0 s           |
| 7e | Igor Flores       | Espagne   | Euskaltel-Euskadi     | + 0 s           |
| 8e | Stefano Garzelli  | Italie    | Mercatone Uno-Albacom | + 0 s           |
| 9e | Armin Meier       | Suisse    | Saeco-Valli & Valli   | + 0 s           |
| 10e | Mikel Zarrabeitia | Espagne   | ONCE-Deutsche Bank    | + 0 s           |

| \| Classement général \| Classement général \| Classement général \| Classement général \| Classement général \| \| Coureur \| Coureur \| Pays \| Équipe \| Temps \| \| ------------------ \| -------------------- \| ------------------ \| -------------------- \| ------------------ \| \| 1er \| Danilo Di Luca \| Italie \| Cantina Tollo-Regain \| 14 h 00 min 47 s \| \| 2e \| Davide Rebellin \| Italie \| Liquigas-Pata \| + 5 s \| \| 3e \| Massimo Codol \| Italie \| Lampre-Daikin \| + 5 s \| \| 4e \| Aitor Osa \| Espagne \| Banesto \| + 5 s \| \| 5e \| Andreas Klöden \| Allemagne \| Deutsche Telekom \| + 10 s \| \| 6e \| Laurent Jalabert \| France \| ONCE-Deutsche Bank \| + 10 s \| \| 7e \| Bingen Fernández \| Espagne \| Euskaltel-Euskadi \| + 10 s \| \| 8e \| Giuseppe Di Grande \| Italie \| Festina \| + 10 s \| \| 9e \| Michael Boogerd \| Pays-Bas \| Rabobank \| + 10 s \| \| 10e \| Alexandre Vinokourov \| Kazakhstan \| Deutsche Telekom \| + 15 s \| |                      |            |                      |                  |
| |                      |            |                      |                  |
| |                      |            |                      |                  |
| Classement général |                      |            |                      |                  |
| Coureur | Coureur              | Pays       | Équipe               | Temps            |
| 1er | Danilo Di Luca       | Italie     | Cantina Tollo-Regain | 14 h 00 min 47 s |
| 2e | Davide Rebellin      | Italie     | Liquigas-Pata        | + 5 s            |
| 3e | Massimo Codol        | Italie     | Lampre-Daikin        | + 5 s            |
| 4e | Aitor Osa            | Espagne    | Banesto              | + 5 s            |
| 5e | Andreas Klöden       | Allemagne  | Deutsche Telekom     | + 10 s           |
| 6e | Laurent Jalabert     | France     | ONCE-Deutsche Bank   | + 10 s           |
| 7e | Bingen Fernández     | Espagne    | Euskaltel-Euskadi    | + 10 s           |
| 8e | Giuseppe Di Grande   | Italie     | Festina              | + 10 s           |
| 9e | Michael Boogerd      | Pays-Bas   | Rabobank             | + 10 s           |
| 10e | Alexandre Vinokourov | Kazakhstan | Deutsche Telekom     | + 15 s           |

### 4eétape
| \| Classement de l'étape \| Classement de l'étape \| Classement de l'étape \| Classement de l'étape \| Classement de l'étape \| \| Coureur \| Coureur \| Pays \| Équipe \| Temps \| \| --------------------- \| --------------------- \| --------------------- \| --------------------- \| --------------------- \| \| 1er \| Laurent Jalabert \| France \| ONCE-Deutsche Bank \| 5 h 00 min 24 s \| \| 2e \| Davide Rebellin \| Italie \| Liquigas-Pata \| + 0 s \| \| 3e \| Beat Zberg \| Suisse \| Rabobank \| + 0 s \| \| 4e \| Danilo Di Luca \| Italie \| Cantina Tollo-Regain \| + 0 s \| \| 5e \| Udo Bölts \| Allemagne \| Deutsche Telekom \| + 0 s \| \| 6e \| Gabriele Colombo \| Italie \| Cantina Tollo-Regain \| + 0 s \| \| 7e \| Dariusz Baranowski \| Pologne \| Banesto \| + 0 s \| \| 8e \| Stefano Garzelli \| Italie \| Mercatone Uno-Albacom \| + 0 s \| \| 9e \| Unai Osa \| Espagne \| Banesto \| + 0 s \| \| 10e \| Aitor Osa \| Espagne \| Banesto \| + 0 s \| |                    |           |                       |                 |
| |                    |           |                       |                 |
| |                    |           |                       |                 |
| Classement de l'étape |                    |           |                       |                 |
| Coureur | Coureur            | Pays      | Équipe                | Temps           |
| 1er | Laurent Jalabert   | France    | ONCE-Deutsche Bank    | 5 h 00 min 24 s |
| 2e | Davide Rebellin    | Italie    | Liquigas-Pata         | + 0 s           |
| 3e | Beat Zberg         | Suisse    | Rabobank              | + 0 s           |
| 4e | Danilo Di Luca     | Italie    | Cantina Tollo-Regain  | + 0 s           |
| 5e | Udo Bölts          | Allemagne | Deutsche Telekom      | + 0 s           |
| 6e | Gabriele Colombo   | Italie    | Cantina Tollo-Regain  | + 0 s           |
| 7e | Dariusz Baranowski | Pologne   | Banesto               | + 0 s           |
| 8e | Stefano Garzelli   | Italie    | Mercatone Uno-Albacom | + 0 s           |
| 9e | Unai Osa           | Espagne   | Banesto               | + 0 s           |
| 10e | Aitor Osa          | Espagne   | Banesto               | + 0 s           |

| \| Classement général \| Classement général \| Classement général \| Classement général \| Classement général \| \| Coureur \| Coureur \| Pays \| Équipe \| Temps \| \| ------------------ \| ------------------ \| ------------------ \| ----------------------- \| ------------------ \| \| 1er \| Danilo Di Luca \| Italie \| Cantina Tollo-Regain \| 19 h 01 min 11 s \| \| 2e \| Davide Rebellin \| Italie \| Liquigas-Pata \| + 5 s \| \| 3e \| Massimo Codol \| Italie \| Lampre-Daikin \| + 5 s \| \| 4e \| Aitor Osa \| Espagne \| Banesto \| + 5 s \| \| 5e \| Laurent Jalabert \| France \| ONCE-Deutsche Bank \| + 10 s \| \| 6e \| Andreas Klöden \| Allemagne \| Deutsche Telekom \| + 10 s \| \| 7e \| Bingen Fernández \| Espagne \| Euskaltel-Euskadi \| + 10 s \| \| 8e \| Giuseppe Di Grande \| Italie \| Festina \| + 10 s \| \| 9e \| Michael Boogerd \| Pays-Bas \| Rabobank \| + 10 s \| \| 10e \| Mauro Gianetti \| Suisse \| Vini Caldirola-Sidermec \| + 15 s \| |                    |           |                         |                  |
| |                    |           |                         |                  |
| |                    |           |                         |                  |
| Classement général |                    |           |                         |                  |
| Coureur | Coureur            | Pays      | Équipe                  | Temps            |
| 1er | Danilo Di Luca     | Italie    | Cantina Tollo-Regain    | 19 h 01 min 11 s |
| 2e | Davide Rebellin    | Italie    | Liquigas-Pata           | + 5 s            |
| 3e | Massimo Codol      | Italie    | Lampre-Daikin           | + 5 s            |
| 4e | Aitor Osa          | Espagne   | Banesto                 | + 5 s            |
| 5e | Laurent Jalabert   | France    | ONCE-Deutsche Bank      | + 10 s           |
| 6e | Andreas Klöden     | Allemagne | Deutsche Telekom        | + 10 s           |
| 7e | Bingen Fernández   | Espagne   | Euskaltel-Euskadi       | + 10 s           |
| 8e | Giuseppe Di Grande | Italie    | Festina                 | + 10 s           |
| 9e | Michael Boogerd    | Pays-Bas  | Rabobank                | + 10 s           |
| 10e | Mauro Gianetti     | Suisse    | Vini Caldirola-Sidermec | + 15 s           |

### 5eétapea
| \| Classement de l'étape \| Classement de l'étape \| Classement de l'étape \| Classement de l'étape \| Classement de l'étape \| \| Coureur \| Coureur \| Pays \| Équipe \| Temps \| \| --------------------- \| --------------------- \| --------------------- \| -------------------------------- \| --------------------- \| \| 1er \| Gabriele Colombo \| Italie \| Cantina Tollo-Regain \| 2 h 35 min 23 s \| \| 2e \| Juan Carlos Domínguez \| Espagne \| Vitalicio Seguros-Grupo Generali \| + 0 s \| \| 3e \| Stefano Garzelli \| Italie \| Mercatone Uno-Albacom \| + 0 s \| \| 4e \| Laurent Jalabert \| France \| ONCE-Deutsche Bank \| + 0 s \| \| 5e \| Davide Rebellin \| Italie \| Liquigas-Pata \| + 0 s \| \| 6e \| Michael Boogerd \| Pays-Bas \| Rabobank \| + 0 s \| \| 7e \| Udo Bölts \| Allemagne \| Deutsche Telekom \| + 0 s \| \| 8e \| Unai Osa \| Espagne \| Banesto \| + 0 s \| \| 9e \| Dariusz Baranowski \| Pologne \| Banesto \| + 0 s \| \| 10e \| Grischa Niermann \| Allemagne \| Rabobank \| + 0 s \| |                       |           |                                  |                 |
| |                       |           |                                  |                 |
| |                       |           |                                  |                 |
| Classement de l'étape |                       |           |                                  |                 |
| Coureur | Coureur               | Pays      | Équipe                           | Temps           |
| 1er | Gabriele Colombo      | Italie    | Cantina Tollo-Regain             | 2 h 35 min 23 s |
| 2e | Juan Carlos Domínguez | Espagne   | Vitalicio Seguros-Grupo Generali | + 0 s           |
| 3e | Stefano Garzelli      | Italie    | Mercatone Uno-Albacom            | + 0 s           |
| 4e | Laurent Jalabert      | France    | ONCE-Deutsche Bank               | + 0 s           |
| 5e | Davide Rebellin       | Italie    | Liquigas-Pata                    | + 0 s           |
| 6e | Michael Boogerd       | Pays-Bas  | Rabobank                         | + 0 s           |
| 7e | Udo Bölts             | Allemagne | Deutsche Telekom                 | + 0 s           |
| 8e | Unai Osa              | Espagne   | Banesto                          | + 0 s           |
| 9e | Dariusz Baranowski    | Pologne   | Banesto                          | + 0 s           |
| 10e | Grischa Niermann      | Allemagne | Rabobank                         | + 0 s           |

| \| Classement général \| Classement général \| Classement général \| Classement général \| Classement général \| \| Coureur \| Coureur \| Pays \| Équipe \| Temps \| \| ------------------ \| -------------------- \| ------------------ \| ----------------------- \| ------------------ \| \| 1er \| Danilo Di Luca \| Italie \| Cantina Tollo-Regain \| 21 h 36 min 34 s \| \| 2e \| Davide Rebellin \| Italie \| Liquigas-Pata \| + 5 s \| \| 3e \| Aitor Osa \| Espagne \| Banesto \| + 5 s \| \| 4e \| Laurent Jalabert \| France \| ONCE-Deutsche Bank \| + 10 s \| \| 5e \| Andreas Klöden \| Allemagne \| Deutsche Telekom \| + 10 s \| \| 6e \| Bingen Fernández \| Espagne \| Euskaltel-Euskadi \| + 10 s \| \| 7e \| Giuseppe Di Grande \| Italie \| Festina \| + 10 s \| \| 8e \| Michael Boogerd \| Pays-Bas \| Rabobank \| + 10 s \| \| 9e \| Alexandre Vinokourov \| Kazakhstan \| Deutsche Telekom \| + 15 s \| \| 10e \| Mauro Gianetti \| Suisse \| Vini Caldirola-Sidermec \| + 15 s \| |                      |            |                         |                  |
| |                      |            |                         |                  |
| |                      |            |                         |                  |
| Classement général |                      |            |                         |                  |
| Coureur | Coureur              | Pays       | Équipe                  | Temps            |
| 1er | Danilo Di Luca       | Italie     | Cantina Tollo-Regain    | 21 h 36 min 34 s |
| 2e | Davide Rebellin      | Italie     | Liquigas-Pata           | + 5 s            |
| 3e | Aitor Osa            | Espagne    | Banesto                 | + 5 s            |
| 4e | Laurent Jalabert     | France     | ONCE-Deutsche Bank      | + 10 s           |
| 5e | Andreas Klöden       | Allemagne  | Deutsche Telekom        | + 10 s           |
| 6e | Bingen Fernández     | Espagne    | Euskaltel-Euskadi       | + 10 s           |
| 7e | Giuseppe Di Grande   | Italie     | Festina                 | + 10 s           |
| 8e | Michael Boogerd      | Pays-Bas   | Rabobank                | + 10 s           |
| 9e | Alexandre Vinokourov | Kazakhstan | Deutsche Telekom        | + 15 s           |
| 10e | Mauro Gianetti       | Suisse     | Vini Caldirola-Sidermec | + 15 s           |

### 5eétapeb
| \| Classement de l'étape \| Classement de l'étape \| Classement de l'étape \| Classement de l'étape \| Classement de l'étape \| \| Coureur \| Coureur \| Pays \| Équipe \| Temps \| \| --------------------- \| --------------------- \| --------------------- \| -------------------------------- \| --------------------- \| \| 1er \| Andreas Klöden \| Allemagne \| Deutsche Telekom \| 16 min 40 s \| \| 2e \| Danilo Di Luca \| Italie \| Cantina Tollo-Regain \| + 15 s \| \| 3e \| Laurent Jalabert \| France \| ONCE-Deutsche Bank \| + 31 s \| \| 4e \| Bingen Fernández \| Espagne \| Euskaltel-Euskadi \| + 33 s \| \| 5e \| Juan Carlos Domínguez \| Espagne \| Vitalicio Seguros-Grupo Generali \| + 34 s \| \| 6e \| Aitor Garmendia \| Espagne \| Banesto \| + 40 s \| \| 7e \| Massimo Codol \| Italie \| Lampre-Daikin \| + 42 s \| \| 8e \| Davide Rebellin \| Italie \| Liquigas-Pata \| + 42 s \| \| 9e \| Aitor Osa \| Espagne \| Banesto \| + 42 s \| \| 10e \| Joseba Beloki \| Espagne \| Festina \| + 47 s \| |                       |           |                                  |             |
| |                       |           |                                  |             |
| |                       |           |                                  |             |
| Classement de l'étape |                       |           |                                  |             |
| Coureur | Coureur               | Pays      | Équipe                           | Temps       |
| 1er | Andreas Klöden        | Allemagne | Deutsche Telekom                 | 16 min 40 s |
| 2e | Danilo Di Luca        | Italie    | Cantina Tollo-Regain             | + 15 s      |
| 3e | Laurent Jalabert      | France    | ONCE-Deutsche Bank               | + 31 s      |
| 4e | Bingen Fernández      | Espagne   | Euskaltel-Euskadi                | + 33 s      |
| 5e | Juan Carlos Domínguez | Espagne   | Vitalicio Seguros-Grupo Generali | + 34 s      |
| 6e | Aitor Garmendia       | Espagne   | Banesto                          | + 40 s      |
| 7e | Massimo Codol         | Italie    | Lampre-Daikin                    | + 42 s      |
| 8e | Davide Rebellin       | Italie    | Liquigas-Pata                    | + 42 s      |
| 9e | Aitor Osa             | Espagne   | Banesto                          | + 42 s      |
| 10e | Joseba Beloki         | Espagne   | Festina                          | + 47 s      |

## Classements finals

### Classement général
| \| Classement général \| Classement général \| Classement général \| Classement général \| Classement général \| \| Coureur \| Coureur \| Pays \| Équipe \| Temps \| \| ------------------ \| ------------------------- \| ------------------ \| -------------------------------- \| ------------------ \| \| 1er \| Andreas Klöden \| Allemagne \| Deutsche Telekom \| 21 h 53 min 24 s \| \| 2e \| Danilo Di Luca \| Italie \| Cantina Tollo-Regain \| + 5 s \| \| 3e \| Laurent Jalabert \| France \| ONCE-Deutsche Bank \| + 31 s \| \| 4e \| Bingen Fernández \| Espagne \| Euskaltel-Euskadi \| + 33 s \| \| 5e \| Davide Rebellin \| Italie \| Liquigas-Pata \| + 37 s \| \| 6e \| Aitor Osa \| Espagne \| Banesto \| + 37 s \| \| 7e \| Juan Carlos Domínguez \| Espagne \| Vitalicio Seguros-Grupo Generali \| + 39 s \| \| 8e \| Aitor Garmendia \| Espagne \| Banesto \| + 45 s \| \| 9e \| Michael Boogerd \| Pays-Bas \| Rabobank \| + 59 s \| \| 10e \| Txema del Olmo \| Espagne \| Euskaltel-Euskadi \| + 1 min 03 s \| \| 11e \| Joseba Beloki \| Espagne \| Festina \| + 1 min 05 s \| \| 12e \| Grischa Niermann \| Allemagne \| Rabobank \| + 1 min 08 s \| \| 13e \| Alexandre Vinokourov \| Kazakhstan \| Deutsche Telekom \| + 1 min 12 s \| \| 14e \| Íñigo Cuesta \| Espagne \| ONCE-Deutsche Bank \| + 1 min 13 s \| \| 15e \| Manuel Beltrán \| Espagne \| Mapei-Quick Step \| + 1 min 20 s \| \| 16e \| Mikel Zarrabeitia \| Espagne \| ONCE-Deutsche Bank \| + 1 min 24 s \| \| 17e \| Igor González de Galdeano \| Espagne \| Vitalicio Seguros-Grupo Generali \| + 1 min 25 s \| \| 18e \| Dariusz Baranowski \| Pologne \| Banesto \| + 1 min 26 s \| \| 19e \| Massimo Codol \| Italie \| Lampre-Daikin \| + 1 min 31 s \| \| 20e \| Félix García Casas \| Espagne \| Festina \| + 1 min 31 s \| |                           |            |                                  |                  |
| |                           |            |                                  |                  |
| |                           |            |                                  |                  |
| Classement général |                           |            |                                  |                  |
| Coureur | Coureur                   | Pays       | Équipe                           | Temps            |
| 1er | Andreas Klöden            | Allemagne  | Deutsche Telekom                 | 21 h 53 min 24 s |
| 2e | Danilo Di Luca            | Italie     | Cantina Tollo-Regain             | + 5 s            |
| 3e | Laurent Jalabert          | France     | ONCE-Deutsche Bank               | + 31 s           |
| 4e | Bingen Fernández          | Espagne    | Euskaltel-Euskadi                | + 33 s           |
| 5e | Davide Rebellin           | Italie     | Liquigas-Pata                    | + 37 s           |
| 6e | Aitor Osa                 | Espagne    | Banesto                          | + 37 s           |
| 7e | Juan Carlos Domínguez     | Espagne    | Vitalicio Seguros-Grupo Generali | + 39 s           |
| 8e | Aitor Garmendia           | Espagne    | Banesto                          | + 45 s           |
| 9e | Michael Boogerd           | Pays-Bas   | Rabobank                         | + 59 s           |
| 10e | Txema del Olmo            | Espagne    | Euskaltel-Euskadi                | + 1 min 03 s     |
| 11e | Joseba Beloki             | Espagne    | Festina                          | + 1 min 05 s     |
| 12e | Grischa Niermann          | Allemagne  | Rabobank                         | + 1 min 08 s     |
| 13e | Alexandre Vinokourov      | Kazakhstan | Deutsche Telekom                 | + 1 min 12 s     |
| 14e | Íñigo Cuesta              | Espagne    | ONCE-Deutsche Bank               | + 1 min 13 s     |
| 15e | Manuel Beltrán            | Espagne    | Mapei-Quick Step                 | + 1 min 20 s     |
| 16e | Mikel Zarrabeitia         | Espagne    | ONCE-Deutsche Bank               | + 1 min 24 s     |
| 17e | Igor González de Galdeano | Espagne    | Vitalicio Seguros-Grupo Generali | + 1 min 25 s     |
| 18e | Dariusz Baranowski        | Pologne    | Banesto                          | + 1 min 26 s     |
| 19e | Massimo Codol             | Italie     | Lampre-Daikin                    | + 1 min 31 s     |
| 20e | Félix García Casas        | Espagne    | Festina                          | + 1 min 31 s     |

| Classement par points | Classement par points | Classement par points | Classement par points | Classement par points |
| Coureur               | Coureur               | Pays                  | Équipe                | Points                |
| --------------------- | --------------------- | --------------------- | --------------------- | --------------------- |
| 1er                   | Laurent Jalabert      | France                | ONCE-Deutsche Bank    | 76 pts                |
| 2e                    | Danilo Di Luca        | Italie                | Cantina Tollo-Regain  | 75 pts                |
| 3e                    | Davide Rebellin       | Italie                | Liquigas-Pata         | 72 pts                |

| Classement par points | Classement par points | Classement par points | Classement par points | Classement par points |
| Coureur               | Coureur               | Pays                  | Équipe                | Points                |
| --------------------- | --------------------- | --------------------- | --------------------- | --------------------- |
| 1er                   | Laurent Jalabert      | France                | ONCE-Deutsche Bank    | 76 pts                |
| 2e                    | Danilo Di Luca        | Italie                | Cantina Tollo-Regain  | 75 pts                |
| 3e                    | Davide Rebellin       | Italie                | Liquigas-Pata         | 72 pts                |

| Classement de la montagne | Classement de la montagne | Classement de la montagne | Classement de la montagne | Classement de la montagne |
| Coureur                   | Coureur                   | Pays                      | Équipe                    | Points                    |
| ------------------------- | ------------------------- | ------------------------- | ------------------------- | ------------------------- |
| 1er                       | Alberto López de Munain   | Espagne                   | Euskaltel-Euskadi         | 42 pts                    |
| 2e                        | Félix Cárdenas            | Colombie                  | Kelme-Costa Blanca        | 34 pts                    |
| 3e                        | Aitor Silloniz            | Espagne                   | Euskaltel-Euskadi         | 28 pts                    |
| 4e                        | Laurent Jalabert          | France                    | ONCE-Deutsche Bank        | 20 pts                    |
| 5e                        | Christian Vande Velde     | États-Unis                | US Postal Service         | 15 pts                    |

| Classement de la montagne | Classement de la montagne | Classement de la montagne | Classement de la montagne | Classement de la montagne |
| Coureur                   | Coureur                   | Pays                      | Équipe                    | Points                    |
| ------------------------- | ------------------------- | ------------------------- | ------------------------- | ------------------------- |
| 1er                       | Alberto López de Munain   | Espagne                   | Euskaltel-Euskadi         | 42 pts                    |
| 2e                        | Félix Cárdenas            | Colombie                  | Kelme-Costa Blanca        | 34 pts                    |
| 3e                        | Aitor Silloniz            | Espagne                   | Euskaltel-Euskadi         | 28 pts                    |
| 4e                        | Laurent Jalabert          | France                    | ONCE-Deutsche Bank        | 20 pts                    |
| 5e                        | Christian Vande Velde     | États-Unis                | US Postal Service         | 15 pts                    |

| Classement des sprints | Classement des sprints | Classement des sprints | Classement des sprints | Classement des sprints |
| Coureur                | Coureur                | Pays                   | Équipe                 | Points                 |
| ---------------------- | ---------------------- | ---------------------- | ---------------------- | ---------------------- |
| 1er                    | Aitor Silloniz         | Espagne                | Euskaltel-Euskadi      | 100 pts                |

| Classement des sprints | Classement des sprints | Classement des sprints | Classement des sprints | Classement des sprints |
| Coureur                | Coureur                | Pays                   | Équipe                 | Points                 |
| ---------------------- | ---------------------- | ---------------------- | ---------------------- | ---------------------- |
| 1er                    | Aitor Silloniz         | Espagne                | Euskaltel-Euskadi      | 100 pts                |

| Classement par équipes | Classement par équipes | Classement par équipes | Classement par équipes |
| Équipe                 | Équipe                 | Pays                   | Temps                  |
| ---------------------- | ---------------------- | ---------------------- | ---------------------- |

| Classement par équipes | Classement par équipes | Classement par équipes | Classement par équipes |
| Équipe                 | Équipe                 | Pays                   | Temps                  |
| ---------------------- | ---------------------- | ---------------------- | ---------------------- |

## Liste des participants
| ONCE-Deutsche Bank ONC | ONCE-Deutsche Bank ONC   | ONCE-Deutsche Bank ONC |
| ---------------------- | ------------------------ | ---------------------- |
| Num                    | Coureur                  | Pos                    |
| 1                      | Laurent Jalabert (FRA)   | 3e                     |
| 2                      | Abraham Olano (ESP)      |                        |
| 3                      | David Etxebarria (ESP)   |                        |
| 4                      | Mikel Zarrabeitia (ESP)  |                        |
| 5                      | Peter Luttenberger (AUT) |                        |
| 6                      | Íñigo Cuesta (ESP)       |                        |
| 7                      | Miguel Ángel Peña (ESP)  |                        |
| 8                      | Marcelino García (ESP)   |                        |

| Mapei-Quick Step MAP | Mapei-Quick Step MAP    | Mapei-Quick Step MAP |
| -------------------- | ----------------------- | -------------------- |
| Num                  | Coureur                 | Pos                  |
| 11                   | Manuel Beltrán (ESP)    |                      |
| 12                   | Axel Merckx (BEL)       |                      |
| 13                   | Rinaldo Nocentini (ITA) |                      |
| 14                   | Giuliano Figueras (ITA) |                      |
| 15                   | Stefano Zanini (ITA)    |                      |
| 16                   | Luca Scinto (ITA)       |                      |
| 17                   | Paolo Bettini (ITA)     |                      |

| Rabobank RAB | Rabobank RAB             | Rabobank RAB |
| ------------ | ------------------------ | ------------ |
| Num          | Coureur                  | Pos          |
| 21           | Michael Boogerd (NED)    |              |
| 22           | Jan Boven (NED)          |              |
| 23           | Maarten den Bakker (NED) |              |
| 24           | Beat Zberg (SUI)         |              |
| 25           | Grischa Niermann (GER)   |              |
| 26           | Niki Aebersold (SUI)     |              |
| 27           | Karsten Kroon (NED)      |              |
| 28           | Marc Lotz (NED)          |              |

| Deutsche Telekom TEL | Deutsche Telekom TEL       | Deutsche Telekom TEL |
| -------------------- | -------------------------- | -------------------- |
| Num                  | Coureur                    | Pos                  |
| 31                   | Andrey Mizourov (KAZ)      |                      |
| 32                   | Andreas Klöden (GER)       |                      |
| 33                   | Alexandre Vinokourov (KAZ) |                      |
| 34                   | Alberto Elli (ITA)         |                      |
| 35                   | Giuseppe Guerini (ITA)     |                      |
| 36                   | Gerhard Trampusch (AUT)    |                      |
| 37                   | Udo Bölts (GER)            |                      |
| 38                   | Jörg Jaksche (GER)         |                      |

| Mercatone Uno-Albacom ___ | Mercatone Uno-Albacom ___ | Mercatone Uno-Albacom ___ |
| ------------------------- | ------------------------- | ------------------------- |
| Num                       | Coureur                   | Pos                       |
| 41                        | Massimo Podenzana (ITA)   |                           |
| 42                        | Stefano Garzelli (ITA)    |                           |
| 43                        | Marco Velo (ITA)          |                           |
| 44                        | Enrico Zaina (ITA)        |                           |
| 45                        | Riccardo Forconi (ITA)    |                           |
| 46                        | Daniele De Paoli (ITA)    |                           |
| 47                        | Simone Borgheresi (ITA)   |                           |
| 48                        | Oscar Mason (ITA)         |                           |

| Saeco-Valli & Valli SAE | Saeco-Valli & Valli SAE   | Saeco-Valli & Valli SAE |
| ----------------------- | ------------------------- | ----------------------- |
| Num                     | Coureur                   | Pos                     |
| 51                      | Laurent Dufaux (SUI)      |                         |
| 52                      | Paolo Savoldelli (ITA)    |                         |
| 53                      | Armin Meier (SUI)         |                         |
| 54                      | Daniel Atienza (ESP)      |                         |
| 55                      | Valentino China (ITA)     |                         |
| 56                      | Francesco Secchiari (ITA) |                         |
| 57                      | Igor Pugaci (MDA)         |                         |
| 58                      | Biagio Conte (ITA)        |                         |

| Banesto BAN | Banesto BAN              | Banesto BAN |
| ----------- | ------------------------ | ----------- |
| Num         | Coureur                  | Pos         |
| 61          | Aitor Garmendia (ESP)    |             |
| 62          | Unai Osa (ESP)           |             |
| 63          | Aitor Osa (ESP)          |             |
| 64          | Jon Odriozola (ESP)      |             |
| 65          | David Latasa (ESP)       |             |
| 66          | Tomasz Brożyna (POL)     |             |
| 67          | Cândido Barbosa (POR)    |             |
| 68          | Dariusz Baranowski (POL) |             |

| Lotto-Adecco LOT | Lotto-Adecco LOT          | Lotto-Adecco LOT |
| ---------------- | ------------------------- | ---------------- |
| Num              | Coureur                   | Pos              |
| 71               | Mario Aerts (BEL)         |                  |
| 72               | Serge Baguet (BEL)        |                  |
| 73               | Sébastien Demarbaix (BEL) |                  |
| 74               | Glenn D'Hollander (BEL)   |                  |
| 75               | Kurt Van de Wouwer (BEL)  |                  |
| 76               | Kurt Van Lancker (BEL)    |                  |
| 77               | Rik Verbrugghe (BEL)      |                  |
| 78               | Geert Verheyen (BEL)      |                  |

| Vini Caldirola-Sidermec ___ | Vini Caldirola-Sidermec ___ | Vini Caldirola-Sidermec ___ |
| --------------------------- | --------------------------- | --------------------------- |
| Num                         | Coureur                     | Pos                         |
| 81                          | Francesco Casagrande (ITA)  |                             |
| 82                          | Mauro Gianetti (SUI)        |                             |
| 83                          | Massimo Donati (ITA)        |                             |
| 84                          | Roberto Conti (ITA)         |                             |
| 85                          | Mauro Zanetti (ITA)         |                             |
| 86                          | Guido Trentin (ITA)         |                             |
| 87                          | Filippo Casagrande (ITA)    |                             |
| 88                          | Ruggero Borghi (ITA)        |                             |

| US Postal Service USP | US Postal Service USP       | US Postal Service USP |
| --------------------- | --------------------------- | --------------------- |
| Num                   | Coureur                     | Pos                   |
| 91                    | Lance Armstrong (USA)       |                       |
| 92                    | Tyler Hamilton (USA)        |                       |
| 93                    | Kevin Livingston (USA)      |                       |
| 94                    | Patrick Jonker (AUS)        |                       |
| 95                    | Christian Vande Velde (USA) |                       |
| 96                    | Stive Vermaut (BEL)         |                       |
| 97                    | Jamie Burrow (GBR)          |                       |
| 98                    | David George (RSA)          |                       |

| Vitalicio Seguros-Grupo Generali VIT | Vitalicio Seguros-Grupo Generali VIT | Vitalicio Seguros-Grupo Generali VIT |
| ------------------------------------ | ------------------------------------ | ------------------------------------ |
| Num                                  | Coureur                              | Pos                                  |
| 101                                  | Santiago Blanco (ESP)                |                                      |
| 102                                  | Igor González de Galdeano (ESP)      |                                      |
| 103                                  | Juan Carlos Domínguez (ESP)          |                                      |
| 104                                  | Álvaro González de Galdeano (ESP)    |                                      |
| 105                                  | Iván Parra (COL)                     |                                      |
| 106                                  | Miguel Ángel Martín Perdiguero (ESP) |                                      |
| 107                                  | Víctor Hugo Peña (COL)               |                                      |
| 108                                  | Luis Orán Castañeda (COL)            |                                      |

| Festina FES | Festina FES              | Festina FES |
| ----------- | ------------------------ | ----------- |
| Num         | Coureur                  | Pos         |
| 111         | Sascha Henrix (GER)      |             |
| 112         | Joseba Beloki (ESP)      |             |
| 113         | Iban Sastre (ESP)        |             |
| 114         | Félix García Casas (ESP) |             |
| 115         | David Plaza (ESP)        |             |
| 116         | Fabian Jeker (SUI)       |             |
| 117         | Jonathan Hall (AUS)      |             |
| 118         | Giuseppe Di Grande (ITA) |             |

| Lampre-Daikin LAM | Lampre-Daikin LAM        | Lampre-Daikin LAM |
| ----------------- | ------------------------ | ----------------- |
| Num               | Coureur                  | Pos               |
| 121               | Oscar Camenzind (SUI)    |                   |
| 122               | Juan Manuel Gárate (ESP) |                   |
| 123               | Marco Della Vedova (ITA) |                   |
| 124               | Simone Bertoletti (ITA)  |                   |
| 125               | Mariano Piccoli (ITA)    |                   |
| 126               | Gilberto Simoni (ITA)    |                   |
| 127               | Sergio Barbero (ITA)     |                   |
| 128               | Massimo Codol (ITA)      |                   |

| Liquigas-Pata ___ | Liquigas-Pata ___            | Liquigas-Pata ___ |
| ----------------- | ---------------------------- | ----------------- |
| Num               | Coureur                      | Pos               |
| 131               | Davide Rebellin (ITA)        |                   |
| 132               | Serhiy Honchar (UKR)         |                   |
| 133               | Stefano Cattai (ITA)         |                   |
| 134               | Cristiano Frattini (ITA)     |                   |
| 135               | Fausto Dotti (ITA)           |                   |
| 136               | Alessandro Spezialetti (ITA) |                   |
| 137               | Ellis Rastelli (ITA)         |                   |
| 138               | Daniele Contrini (ITA)       |                   |

| Kelme-Costa Blanca KEL | Kelme-Costa Blanca KEL         | Kelme-Costa Blanca KEL |
| ---------------------- | ------------------------------ | ---------------------- |
| Num                    | Coureur                        | Pos                    |
| 141                    | Roberto Heras (ESP)            |                        |
| 142                    | José Luis Rubiera (ESP)        |                        |
| 143                    | Javier Otxoa (ESP)             |                        |
| 144                    | Javier Pascual Rodríguez (ESP) |                        |
| 145                    | José Enrique Gutiérrez (ESP)   |                        |
| 146                    | José Castelblanco (COL)        |                        |
| 147                    | Ángel Vicioso (ESP)            |                        |
| 148                    | Félix Cárdenas (COL)           |                        |

| Euskaltel-Euskadi EUS | Euskaltel-Euskadi EUS         | Euskaltel-Euskadi EUS |
| --------------------- | ----------------------------- | --------------------- |
| Num                   | Coureur                       | Pos                   |
| 151                   | Bingen Fernández (ESP)        |                       |
| 152                   | Unai Etxebarria (VEN)         |                       |
| 153                   | Igor Flores (ESP)             |                       |
| 154                   | Txema del Olmo (ESP)          |                       |
| 155                   | Ángel Castresana (ESP)        |                       |
| 156                   | Alberto López de Munain (ESP) |                       |
| 157                   | Aitor Kintana (ESP)           |                       |
| 158                   | Aitor Silloniz (ESP)          |                       |

| Colchon Relax - Fuenlabrada ___ | Colchon Relax - Fuenlabrada ___ | Colchon Relax - Fuenlabrada ___ |
| ------------------------------- | ------------------------------- | ------------------------------- |
| Num                             | Coureur                         | Pos                             |
| 161                             | Imanol Ayestarán (ESP)          |                                 |
| 162                             | José Manuel Vázquez (ESP)       |                                 |
| 163                             | Eduardo Hernández Bailo (ESP)   |                                 |
| 164                             | Andrés Bermejo (ESP)            |                                 |
| 165                             | David Vázquez López (ESP)       |                                 |
| 166                             | Hernán Darío Muñoz (COL)        |                                 |
| 167                             | Nacor Burgos (ESP)              |                                 |
| 168                             | Óscar Laguna (ESP)              |                                 |

| Costa de Almería JAZ | Costa de Almería JAZ        | Costa de Almería JAZ |
| -------------------- | --------------------------- | -------------------- |
| Num                  | Coureur                     | Pos                  |
| 171                  | Fabio Roscioli (ITA)        |                      |
| 172                  | Mario Traversoni (ITA)      |                      |
| 173                  | David García Marquina (ESP) |                      |
| 174                  | César Pérez Padrón (ESP)    |                      |
| 175                  | Ginés Salmerón (ESP)        |                      |

| Sans équipe ___ | Sans équipe ___                       | Sans équipe ___ |
| --------------- | ------------------------------------- | --------------- |
| Num             | Coureur                               | Pos             |
| 176             | Ernesto Manchón (ESP)                 |                 |
| 177             | Alberto David Fernández Hurtado (ESP) |                 |

| Costa de Almería JAZ | Costa de Almería JAZ | Costa de Almería JAZ |
| -------------------- | -------------------- | -------------------- |
| Num                  | Coureur              | Pos                  |
| 178                  | Pablo Soler (ESP)    |                      |

| Cantina Tollo-Regain CTA | Cantina Tollo-Regain CTA   | Cantina Tollo-Regain CTA |
| ------------------------ | -------------------------- | ------------------------ |
| Num                      | Coureur                    | Pos                      |
| 181                      | Gabriele Colombo (ITA)     |                          |
| 182                      | Danilo Di Luca (ITA)       |                          |
| 183                      | Cristian Gasperoni (ITA)   |                          |
| 184                      | Massimiliano Gentili (ITA) |                          |
| 185                      | Roberto Sgambelluri (ITA)  |                          |
| 186                      | Marco Vergnani (ITA)       |                          |
| 187                      | Rodolfo Massi (ITA)        |                          |
| 188                      | Massimo Giunti (ITA)       |                          |

| ONCE-Deutsche Bank ONC | ONCE-Deutsche Bank ONC   | ONCE-Deutsche Bank ONC |
| ---------------------- | ------------------------ | ---------------------- |
| Num                    | Coureur                  | Pos                    |
| 1                      | Laurent Jalabert (FRA)   | 3e                     |
| 2                      | Abraham Olano (ESP)      |                        |
| 3                      | David Etxebarria (ESP)   |                        |
| 4                      | Mikel Zarrabeitia (ESP)  |                        |
| 5                      | Peter Luttenberger (AUT) |                        |
| 6                      | Íñigo Cuesta (ESP)       |                        |
| 7                      | Miguel Ángel Peña (ESP)  |                        |
| 8                      | Marcelino García (ESP)   |                        |

| Mapei-Quick Step MAP | Mapei-Quick Step MAP    | Mapei-Quick Step MAP |
| -------------------- | ----------------------- | -------------------- |
| Num                  | Coureur                 | Pos                  |
| 11                   | Manuel Beltrán (ESP)    |                      |
| 12                   | Axel Merckx (BEL)       |                      |
| 13                   | Rinaldo Nocentini (ITA) |                      |
| 14                   | Giuliano Figueras (ITA) |                      |
| 15                   | Stefano Zanini (ITA)    |                      |
| 16                   | Luca Scinto (ITA)       |                      |
| 17                   | Paolo Bettini (ITA)     |                      |

| Rabobank RAB | Rabobank RAB             | Rabobank RAB |
| ------------ | ------------------------ | ------------ |
| Num          | Coureur                  | Pos          |
| 21           | Michael Boogerd (NED)    |              |
| 22           | Jan Boven (NED)          |              |
| 23           | Maarten den Bakker (NED) |              |
| 24           | Beat Zberg (SUI)         |              |
| 25           | Grischa Niermann (GER)   |              |
| 26           | Niki Aebersold (SUI)     |              |
| 27           | Karsten Kroon (NED)      |              |
| 28           | Marc Lotz (NED)          |              |

| Deutsche Telekom TEL | Deutsche Telekom TEL       | Deutsche Telekom TEL |
| -------------------- | -------------------------- | -------------------- |
| Num                  | Coureur                    | Pos                  |
| 31                   | Andrey Mizourov (KAZ)      |                      |
| 32                   | Andreas Klöden (GER)       |                      |
| 33                   | Alexandre Vinokourov (KAZ) |                      |
| 34                   | Alberto Elli (ITA)         |                      |
| 35                   | Giuseppe Guerini (ITA)     |                      |
| 36                   | Gerhard Trampusch (AUT)    |                      |
| 37                   | Udo Bölts (GER)            |                      |
| 38                   | Jörg Jaksche (GER)         |                      |

| Mercatone Uno-Albacom ___ | Mercatone Uno-Albacom ___ | Mercatone Uno-Albacom ___ |
| ------------------------- | ------------------------- | ------------------------- |
| Num                       | Coureur                   | Pos                       |
| 41                        | Massimo Podenzana (ITA)   |                           |
| 42                        | Stefano Garzelli (ITA)    |                           |
| 43                        | Marco Velo (ITA)          |                           |
| 44                        | Enrico Zaina (ITA)        |                           |
| 45                        | Riccardo Forconi (ITA)    |                           |
| 46                        | Daniele De Paoli (ITA)    |                           |
| 47                        | Simone Borgheresi (ITA)   |                           |
| 48                        | Oscar Mason (ITA)         |                           |

| Saeco-Valli & Valli SAE | Saeco-Valli & Valli SAE   | Saeco-Valli & Valli SAE |
| ----------------------- | ------------------------- | ----------------------- |
| Num                     | Coureur                   | Pos                     |
| 51                      | Laurent Dufaux (SUI)      |                         |
| 52                      | Paolo Savoldelli (ITA)    |                         |
| 53                      | Armin Meier (SUI)         |                         |
| 54                      | Daniel Atienza (ESP)      |                         |
| 55                      | Valentino China (ITA)     |                         |
| 56                      | Francesco Secchiari (ITA) |                         |
| 57                      | Igor Pugaci (MDA)         |                         |
| 58                      | Biagio Conte (ITA)        |                         |

| Banesto BAN | Banesto BAN              | Banesto BAN |
| ----------- | ------------------------ | ----------- |
| Num         | Coureur                  | Pos         |
| 61          | Aitor Garmendia (ESP)    |             |
| 62          | Unai Osa (ESP)           |             |
| 63          | Aitor Osa (ESP)          |             |
| 64          | Jon Odriozola (ESP)      |             |
| 65          | David Latasa (ESP)       |             |
| 66          | Tomasz Brożyna (POL)     |             |
| 67          | Cândido Barbosa (POR)    |             |
| 68          | Dariusz Baranowski (POL) |             |

| Lotto-Adecco LOT | Lotto-Adecco LOT          | Lotto-Adecco LOT |
| ---------------- | ------------------------- | ---------------- |
| Num              | Coureur                   | Pos              |
| 71               | Mario Aerts (BEL)         |                  |
| 72               | Serge Baguet (BEL)        |                  |
| 73               | Sébastien Demarbaix (BEL) |                  |
| 74               | Glenn D'Hollander (BEL)   |                  |
| 75               | Kurt Van de Wouwer (BEL)  |                  |
| 76               | Kurt Van Lancker (BEL)    |                  |
| 77               | Rik Verbrugghe (BEL)      |                  |
| 78               | Geert Verheyen (BEL)      |                  |

| Vini Caldirola-Sidermec ___ | Vini Caldirola-Sidermec ___ | Vini Caldirola-Sidermec ___ |
| --------------------------- | --------------------------- | --------------------------- |
| Num                         | Coureur                     | Pos                         |
| 81                          | Francesco Casagrande (ITA)  |                             |
| 82                          | Mauro Gianetti (SUI)        |                             |
| 83                          | Massimo Donati (ITA)        |                             |
| 84                          | Roberto Conti (ITA)         |                             |
| 85                          | Mauro Zanetti (ITA)         |                             |
| 86                          | Guido Trentin (ITA)         |                             |
| 87                          | Filippo Casagrande (ITA)    |                             |
| 88                          | Ruggero Borghi (ITA)        |                             |

| US Postal Service USP | US Postal Service USP       | US Postal Service USP |
| --------------------- | --------------------------- | --------------------- |
| Num                   | Coureur                     | Pos                   |
| 91                    | Lance Armstrong (USA)       |                       |
| 92                    | Tyler Hamilton (USA)        |                       |
| 93                    | Kevin Livingston (USA)      |                       |
| 94                    | Patrick Jonker (AUS)        |                       |
| 95                    | Christian Vande Velde (USA) |                       |
| 96                    | Stive Vermaut (BEL)         |                       |
| 97                    | Jamie Burrow (GBR)          |                       |
| 98                    | David George (RSA)          |                       |

| Vitalicio Seguros-Grupo Generali VIT | Vitalicio Seguros-Grupo Generali VIT | Vitalicio Seguros-Grupo Generali VIT |
| ------------------------------------ | ------------------------------------ | ------------------------------------ |
| Num                                  | Coureur                              | Pos                                  |
| 101                                  | Santiago Blanco (ESP)                |                                      |
| 102                                  | Igor González de Galdeano (ESP)      |                                      |
| 103                                  | Juan Carlos Domínguez (ESP)          |                                      |
| 104                                  | Álvaro González de Galdeano (ESP)    |                                      |
| 105                                  | Iván Parra (COL)                     |                                      |
| 106                                  | Miguel Ángel Martín Perdiguero (ESP) |                                      |
| 107                                  | Víctor Hugo Peña (COL)               |                                      |
| 108                                  | Luis Orán Castañeda (COL)            |                                      |

| Festina FES | Festina FES              | Festina FES |
| ----------- | ------------------------ | ----------- |
| Num         | Coureur                  | Pos         |
| 111         | Sascha Henrix (GER)      |             |
| 112         | Joseba Beloki (ESP)      |             |
| 113         | Iban Sastre (ESP)        |             |
| 114         | Félix García Casas (ESP) |             |
| 115         | David Plaza (ESP)        |             |
| 116         | Fabian Jeker (SUI)       |             |
| 117         | Jonathan Hall (AUS)      |             |
| 118         | Giuseppe Di Grande (ITA) |             |

| Lampre-Daikin LAM | Lampre-Daikin LAM        | Lampre-Daikin LAM |
| ----------------- | ------------------------ | ----------------- |
| Num               | Coureur                  | Pos               |
| 121               | Oscar Camenzind (SUI)    |                   |
| 122               | Juan Manuel Gárate (ESP) |                   |
| 123               | Marco Della Vedova (ITA) |                   |
| 124               | Simone Bertoletti (ITA)  |                   |
| 125               | Mariano Piccoli (ITA)    |                   |
| 126               | Gilberto Simoni (ITA)    |                   |
| 127               | Sergio Barbero (ITA)     |                   |
| 128               | Massimo Codol (ITA)      |                   |

| Liquigas-Pata ___ | Liquigas-Pata ___            | Liquigas-Pata ___ |
| ----------------- | ---------------------------- | ----------------- |
| Num               | Coureur                      | Pos               |
| 131               | Davide Rebellin (ITA)        |                   |
| 132               | Serhiy Honchar (UKR)         |                   |
| 133               | Stefano Cattai (ITA)         |                   |
| 134               | Cristiano Frattini (ITA)     |                   |
| 135               | Fausto Dotti (ITA)           |                   |
| 136               | Alessandro Spezialetti (ITA) |                   |
| 137               | Ellis Rastelli (ITA)         |                   |
| 138               | Daniele Contrini (ITA)       |                   |

| Kelme-Costa Blanca KEL | Kelme-Costa Blanca KEL         | Kelme-Costa Blanca KEL |
| ---------------------- | ------------------------------ | ---------------------- |
| Num                    | Coureur                        | Pos                    |
| 141                    | Roberto Heras (ESP)            |                        |
| 142                    | José Luis Rubiera (ESP)        |                        |
| 143                    | Javier Otxoa (ESP)             |                        |
| 144                    | Javier Pascual Rodríguez (ESP) |                        |
| 145                    | José Enrique Gutiérrez (ESP)   |                        |
| 146                    | José Castelblanco (COL)        |                        |
| 147                    | Ángel Vicioso (ESP)            |                        |
| 148                    | Félix Cárdenas (COL)           |                        |

| Euskaltel-Euskadi EUS | Euskaltel-Euskadi EUS         | Euskaltel-Euskadi EUS |
| --------------------- | ----------------------------- | --------------------- |
| Num                   | Coureur                       | Pos                   |
| 151                   | Bingen Fernández (ESP)        |                       |
| 152                   | Unai Etxebarria (VEN)         |                       |
| 153                   | Igor Flores (ESP)             |                       |
| 154                   | Txema del Olmo (ESP)          |                       |
| 155                   | Ángel Castresana (ESP)        |                       |
| 156                   | Alberto López de Munain (ESP) |                       |
| 157                   | Aitor Kintana (ESP)           |                       |
| 158                   | Aitor Silloniz (ESP)          |                       |

| Colchon Relax - Fuenlabrada ___ | Colchon Relax - Fuenlabrada ___ | Colchon Relax - Fuenlabrada ___ |
| ------------------------------- | ------------------------------- | ------------------------------- |
| Num                             | Coureur                         | Pos                             |
| 161                             | Imanol Ayestarán (ESP)          |                                 |
| 162                             | José Manuel Vázquez (ESP)       |                                 |
| 163                             | Eduardo Hernández Bailo (ESP)   |                                 |
| 164                             | Andrés Bermejo (ESP)            |                                 |
| 165                             | David Vázquez López (ESP)       |                                 |
| 166                             | Hernán Darío Muñoz (COL)        |                                 |
| 167                             | Nacor Burgos (ESP)              |                                 |
| 168                             | Óscar Laguna (ESP)              |                                 |

| Costa de Almería JAZ | Costa de Almería JAZ        | Costa de Almería JAZ |
| -------------------- | --------------------------- | -------------------- |
| Num                  | Coureur                     | Pos                  |
| 171                  | Fabio Roscioli (ITA)        |                      |
| 172                  | Mario Traversoni (ITA)      |                      |
| 173                  | David García Marquina (ESP) |                      |
| 174                  | César Pérez Padrón (ESP)    |                      |
| 175                  | Ginés Salmerón (ESP)        |                      |

| Sans équipe ___ | Sans équipe ___                       | Sans équipe ___ |
| --------------- | ------------------------------------- | --------------- |
| Num             | Coureur                               | Pos             |
| 176             | Ernesto Manchón (ESP)                 |                 |
| 177             | Alberto David Fernández Hurtado (ESP) |                 |

| Costa de Almería JAZ | Costa de Almería JAZ | Costa de Almería JAZ |
| -------------------- | -------------------- | -------------------- |
| Num                  | Coureur              | Pos                  |
| 178                  | Pablo Soler (ESP)    |                      |

| Cantina Tollo-Regain CTA | Cantina Tollo-Regain CTA   | Cantina Tollo-Regain CTA |
| ------------------------ | -------------------------- | ------------------------ |
| Num                      | Coureur                    | Pos                      |
| 181                      | Gabriele Colombo (ITA)     |                          |
| 182                      | Danilo Di Luca (ITA)       |                          |
| 183                      | Cristian Gasperoni (ITA)   |                          |
| 184                      | Massimiliano Gentili (ITA) |                          |
| 185                      | Roberto Sgambelluri (ITA)  |                          |
| 186                      | Marco Vergnani (ITA)       |                          |
| 187                      | Rodolfo Massi (ITA)        |                          |
| 188                      | Massimo Giunti (ITA)       |                          |